# Консольний кран
Кран консольний — обладнання вантажопідйомного типу, що використовується у виробничих приміщеннях для підйому і пересування невеликих вантажів, а також обслуговування різних верстатів або іншого устаткування, розташованого впритул до стіни.
Особливості конструкції консольного крана дають можливість проводити роботи у недоступних для великої техніки місцях з вантажами вагою до 3 т.
Кран консольний працює тільки в межах повороту консолі та довжини, на яку може бути висунений вантажопідйомний механізм — таль або лебідка. Поворот консолі здійснюється механічним або ручним способом.
На спеціалізованих підприємствах виробляються консольні крани двох типів: пересувні та поворотні (стаціонарні).
Кран консольний використовується для вантажно-розвантажувальних робіт у межах зони обслуговування, утвореної мінімальним і максимальним вильотами гака на консолі з кутом повороту стріли.
Консольні крани здатні працювати при великих перепадах температури, ефективно виконують усі функції за будь-яких кліматичних умов.